# Serie A 1947-1948 (rugby a 15)
La Serie A 1947-48 fu il 18º campionato nazionale italiano di rugby a 15 di prima divisione.
Si tenne dal 12 ottobre 1947 al 30 maggio 1948 tra 10 squadre e fu il primo torneo del dopoguerra a svolgersi con la formula del girone unico; il titolo fu vinto dalla Rugby Roma, che iscrisse il suo nome per la terza volta nell'albo d'oro della competizione, mentre a retrocedere in serie B fu il Rugby Genova.

## Squadre partecipanti
- Amatori Milano
- Bologna
- Genova
- Ginnastica Torino
- Giovinezza (Trieste)

- Rugby Milano
- Napoli
- Parma
- Rugby Roma
- Rovigo

## Risultati
|       | 1ª/10ª giornata             |      |
| ----- | --------------------------- | ---- |
| 6-3   | Milano - Bologna            | 14-3 |
| 37-8  | Rovigo - Giovinezza         | 3-5  |
| 6-24  | Genova - Amatori Milano     | 0-6  |
| 5-3   | Parma - Ginnastica Torino   | 0-12 |
| 15-12 | Napoli - Rugby Roma         | 3-17 |
|       |                             |      |
|       | 4ª/13ª giornata             |      |
| 6-0   | Parma - Rovigo              | 3-14 |
| 22-3  | Amatori Milano - Giovinezza | 9-3  |
| 6-0   | Bologna - Ginnastica Torino | 0-6  |
| 3-0   | Rugby Roma - Milano         | 19-3 |
| 4-0   | Napoli - Genova             | 6-3  |
|       |                             |      |
|       | 7ª/16ª giornata             |      |
| 15-8  | Amatori Milano - Parma      | 0-3  |
| 4-3   | Napoli - Bologna            | 3-14 |
| 0-3   | Ginnastica Torino - Genova  | 20-6 |
| 14-0  | Rovigo - Milano             | 17-3 |
| 17-6  | Rugby Roma - Giovinezza     | 14-6 |

|      | 2ª/11ª giornata                |      |
| ---- | ------------------------------ | ---- |
| 11-0 | Ginnastica Torino - Napoli     | 11-3 |
| 0-6  | Giovinezza - Milano            | 5-13 |
| 11-0 | Amatori Milano - Rovigo        | 7-8  |
| 3-3  | Rugby Roma - Parma             | 6-3  |
| 14-0 | Bologna - Genova               | 3-34 |
|      |                                |      |
|      | 5ª/14ª giornata                |      |
| 13-4 | Rovigo - Bologna               | 8-0  |
| 24-3 | Napoli - Parma                 | 0-6  |
| 0-5  | Milano - Amatori Milano        | 11-7 |
| 11-5 | Giovinezza - Ginnastica Torino | 0-10 |
| 12-3 | Rugby Roma - Genova            | 23-0 |
|      |                                |      |
|      | 8ª/17ª giornata                |      |
| 20-3 | Rovigo - Napoli                | 8-0  |
| 3-3  | Parma - Giovinezza             | 5-3  |
| 6-3  | Genova - Milano                | 0-17 |
| 11-3 | Amatori Milano - Ginnastica    | 8-3  |
| 0-3  | Bologna - Rugby Roma           | 0-6  |

|      | 3ª/12ª giornata                |       |
| ---- | ------------------------------ | ----- |
| 5-11 | Napoli - Amatori Milano        | 0-68  |
| 6-3  | Parma - Bologna                | 16-10 |
| 0-6  | Rovigo - Rugby Roma            | 0-3   |
| 0-0  | Milano - Ginnastica Torino     | 11-7  |
| 8-9  | Genova - Giovinezza            | 3-27  |
|      |                                |       |
|      | 6ª/15ª giornata                |       |
| 18-3 | Giovinezza - Napoli            | 0-0   |
| 3-3  | Bologna - Amatori Milano       | 3-23  |
| 7-3  | Ginnastica Torino - Rugby Roma | 0-3   |
| 3-6  | Genova - Rovigo                | 0-9   |
| 0-6  | Milano - Parma                 | 6-3   |
|      |                                |       |
|      | 9ª/18ª giornata                |       |
| 0-9  | Genova - Parma                 | 6-31  |
| 0-6  | Ginnastica Torino - Rovigo     | 0-7   |
| 6-6  | Giovinezza - Bologna           | 0-6   |
| 0-0  | Milano - Napoli                | 11-6  |
| 8-6  | Rugby Roma - Amatori Milano    | 9-8   |

## Classifica
| Pos | Squadra           | G  | V  | N | P  | PF  | PS  | DP   | Pt |
| --- | ----------------- | -- | -- | - | -- | --- | --- | ---- | -- |
| 1   | Rugby Roma        | 18 | 15 | 1 | 2  | 167 | 64  | +103 | 31 |
| 2   | Rovigo            | 18 | 13 | 0 | 5  | 170 | 62  | +108 | 26 |
| 3   | Amatori Milano    | 18 | 12 | 1 | 5  | 244 | 76  | +168 | 25 |
| 4   | Parma             | 18 | 10 | 2 | 6  | 119 | 108 | +11  | 22 |
| 5   | Rugby Milano      | 18 | 9  | 2 | 7  | 104 | 104 | 0    | 20 |
| 6   | Ginnastica Torino | 18 | 7  | 1 | 10 | 98  | 83  | +15  | 15 |
| 7   | Giovinezza        | 18 | 5  | 3 | 10 | 113 | 170 | −57  | 12 |
| 8   | Napoli            | 18 | 5  | 2 | 11 | 80  | 216 | −136 | 11 |
| 9   | Bologna           | 18 | 4  | 2 | 12 | 81  | 151 | −70  | 8  |
| 10  | Genova            | 18 | 3  | 0 | 15 | 81  | 223 | −142 | 6  |

## Verdetti
- Rugby Roma: campione d'Italia
- Genova: retrocessa in serie B